# United Bus
United Bus (UB) was een Nederlandse busholding die in 1989 werd opgericht door vrachtwagen- en busfabrikant DAF uit Eindhoven en touringcarbouwer BOVA in Valkenswaard. Begin 1990 werd ook de Britse busbouwer Optare overgenomen en in oktober 1990 volgde het familiebedrijf Den Oudsten uit Woerden. Als laatste werd 70% van de aandelen van het Deense DAB Silkeborg overgekocht.
United Bus was verder nog in onderhandeling met de bedrijven Smit Joure en de Berkhof Groep, dit liep echter op niets uit. In 1992 en 1993 ging het steeds slechter met United Bus en werd in oktober 1993 failliet verklaard. Ook de twee dochters Den Oudsten en DAF Bus gingen failliet. Den Oudsten werd later weer opgekocht door de oorspronkelijke eigenaar en maakte een doorstart. De vrachtwagentak van DAF ging zelfstandig verder, de bussenbouw werd overgenomen door Van der Leegte. BOVA ging zelfstandig verder en het Deense DAB werd in 1994 opgekocht door Scania. DAB werd in 2002 verkocht aan de Noorse Vest-buss. Ook Optare maakte een doorstart.